# Pallanuoto ai campionati mondiali di nuoto 2023
I tornei di pallanuoto ai campionati mondiali di nuoto 2023 si sono svolti dal 16 al 29 luglio 2023 presso il Marine Messe Fukuoka nella città di Fukuoka, in Giappone. Si è trattata della 20ª edizione del torneo maschile e della 16ª edizione di quello femminile.
Le squadre partecipanti sono state 16 per ciascuno dei due tornei.

## Calendario
| P | Turno preliminare | ⅛ | Ottavi | ¼ | Quarti | ½ | Semifinali | F | Finali |

| Torneo    | Luglio 2023 | Luglio 2023 | Luglio 2023 | Luglio 2023 | Luglio 2023 | Luglio 2023 | Luglio 2023 | Luglio 2023 | Luglio 2023 | Luglio 2023 | Luglio 2023 | Luglio 2023 | Luglio 2023 |        |
| Torneo    | Dom 16      | Lun 17      | Mar 18      | Mer 19      | Gio 20      | Ven 21      | Sab 22      | Dom 23      | Lun 24      | Mar 25      | Mer 26      | Gio 27      | Ven 28      | Sab 29 |
| --------- | ----------- | ----------- | ----------- | ----------- | ----------- | ----------- | ----------- | ----------- | ----------- | ----------- | ----------- | ----------- | ----------- | ------ |
| Maschile  |             | P           |             | P           |             | P           |             | ⅛           |             | ¼           |             | ½           |             | F      |
| Femminile | P           |             | P           |             | P           |             | ⅛           |             | ¼           |             | ½           |             | F           |        |

## Podi
| Evento                          | Oro         | Argento | Bronzo |
| ------------------------------- | ----------- | ------- | ------ |
| Pallanuoto maschile (dettagli)  | Ungheria    | Grecia  | Spagna |
| Pallanuoto femminile (dettagli) | Paesi Bassi | Spagna  | Italia |

## Medagliere
| Pos.   | Paese       | Oro | Argento | Bronzo | Totale |
| ------ | ----------- | --- | ------- | ------ | ------ |
| 1      | Ungheria    | 1   | 0       | 0      | 1      |
| 1      | Paesi Bassi | 1   | 0       | 0      | 1      |
| 3      | Spagna      | 0   | 1       | 1      | 2      |
| 4      | Grecia      | 0   | 1       | 0      | 1      |
| 5      | Italia      | 0   | 0       | 1      | 1      |
| Totale | Totale      | 2   | 2       | 2      | 6      |